# 黃育德
黃育德，香港資深編劇，前香港無綫電視編劇／編審。1980年代中期任職亞洲電視擔任劇本統籌、編劇及編審，其後於1989年加盟無綫電視。2015年離開服務26年的無線電視，《水髮胭脂》為其在無線電視的告別作。

## 編審／編劇列表

### 電視劇（亞洲電視）
- 1983年：《橄欖樹》 (劇本統籌)
- 1984年：《毋忘我》 (劇本統籌)
- 1984年：《醉拳王無忌之日帝月后》 (劇本統籌)
- 1984年：《雲海玉弓緣》
- 1984年：《神相李布衣》
- 1985年：《靈界邊緣人》
- 1985年：《萍蹤俠影錄》
- 1985年：《天涯明月刀》
- 1985年：《濟公》
- 1985年：《住家男人》
- 1985年：《三世人》(助理故事)
- 1986年：《滿堂紅》(助理故事)
- 1986年：《少林英雄》
- 1986年：《通靈》(助理故事)
- 1986年：《濟公活佛》
- 1987年：《母親》
- 1987年：《無名英雄》
- 1987年：《梟雄》
- 1988年：《迷魂》
- 1988年：《法網柔情》
- 1988年：《俠女傳奇》
- 1989年：《夜琉璃》

### 電視劇（無綫電視）
- 1989年：《天上凡间》
- 1990年：《霓虹姊妹花》
- 1991年：《命运迷宫》
- 1992年：《拳王賭至尊》
- 1993年：《射雕英雄传之九阴真经》
- 1994年：《烈火狂奔》《清宫气数录》
- 1996年：《殭屍福星》（與朱镜祺合作）
- 1997年：《廉政追缉令》
- 1999年：《反黑先锋》
- 2000年：《陀枪师姐II》
- 2001年：《陀枪师姐III》《勇往直前 (電視劇)》（與蔡婷婷合作）
- 2002年：《談判專家 (電視劇)》
- 2003年：《红杏劫》《陀槍師姐IV》（與林少枝合作）
- 2004年：《血荐轩辕》（與周旭明合作）《鸭寮街的金蛋》
- 2005年：《肝胆昆仑》（與陳靜儀合作）
- 2006年：《识法代言人》
- 2007年：《通天干探》（與吳肇銅合作）《强剑》（與薛家華合作）
- 2008年：《珠光宝气》（與周旭明、鮑偉聰、梁敏華合作）
- 2009年：《烈火雄心III》（與吳肇銅合作）
- 2010年：《谈情说案》（與梁敏華合作）《秋香怒点唐伯虎》（與薛家華合作）
- 2011年：《Only You 只有您》（與蔡婷婷合作）《点解阿Sir系阿Sir》（與梁敏華合作）
- 2012年：《回到三国》（與劉枝華合作）
- 2014年：《衛子夫》（與梅小青合作）
- 2014年：《載得有情人》
- 2015年：《水髮胭脂》（與邵麗瓊合作）

### 電視劇（ViuTV）
- 2020年：《熟女強人》

### 電視電影（無綫電視）
- 1992年：《情危夜合花》